# Miniopterus pusillus
Miniopterus pusillus is een vleermuis uit het geslacht Miniopterus die voorkomt van India tot de Filipijnen tot de Molukken en Timor. De Filipijnse populaties vertegenwoordigen mogelijk M. australis. Enkele van de meest oostelijke populaties (Sulawesi, Seram, Ambon, Alor, Roti en Timor) vertegenwoordigen waarschijnlijk een aparte, nog onbeschreven ondersoort. M. macrocneme, die voorkomt van Nieuw-Guinea tot Nieuw-Caledonië, wordt soms ook tot deze soort gerekend.
M. pusillus is een relatief kleine Miniopterus-soort, maar is gemiddeld groter dan M. australis, M. paululus en M. shortridgei. De onbeschreven ondersoort uit de Molukken en Timor is iets kleiner. De kop-romplengte bedraagt 38,4 tot 50,2 mm, de staartlengte 39,7 tot 51,2 mm, de oorlengte 9,2 tot 10,9 mm, de tibialengte 14,7 tot 20,2 mm en de voorarmlengte 36,5 tot 44,3 mm (gebaseerd op dieren uit Java en de Kleine Soenda-eilanden). Voor een exemplaar uit het Kitangladgebergte in de Filipijnen, gegeven als M. australis, bedraagt de totale lengte 100 mm, de staartlengte 49 mm, de achtervoetlengte 8 mm, de voorarmlengte 43 mm en het gewicht 8 g.